# Chevenez

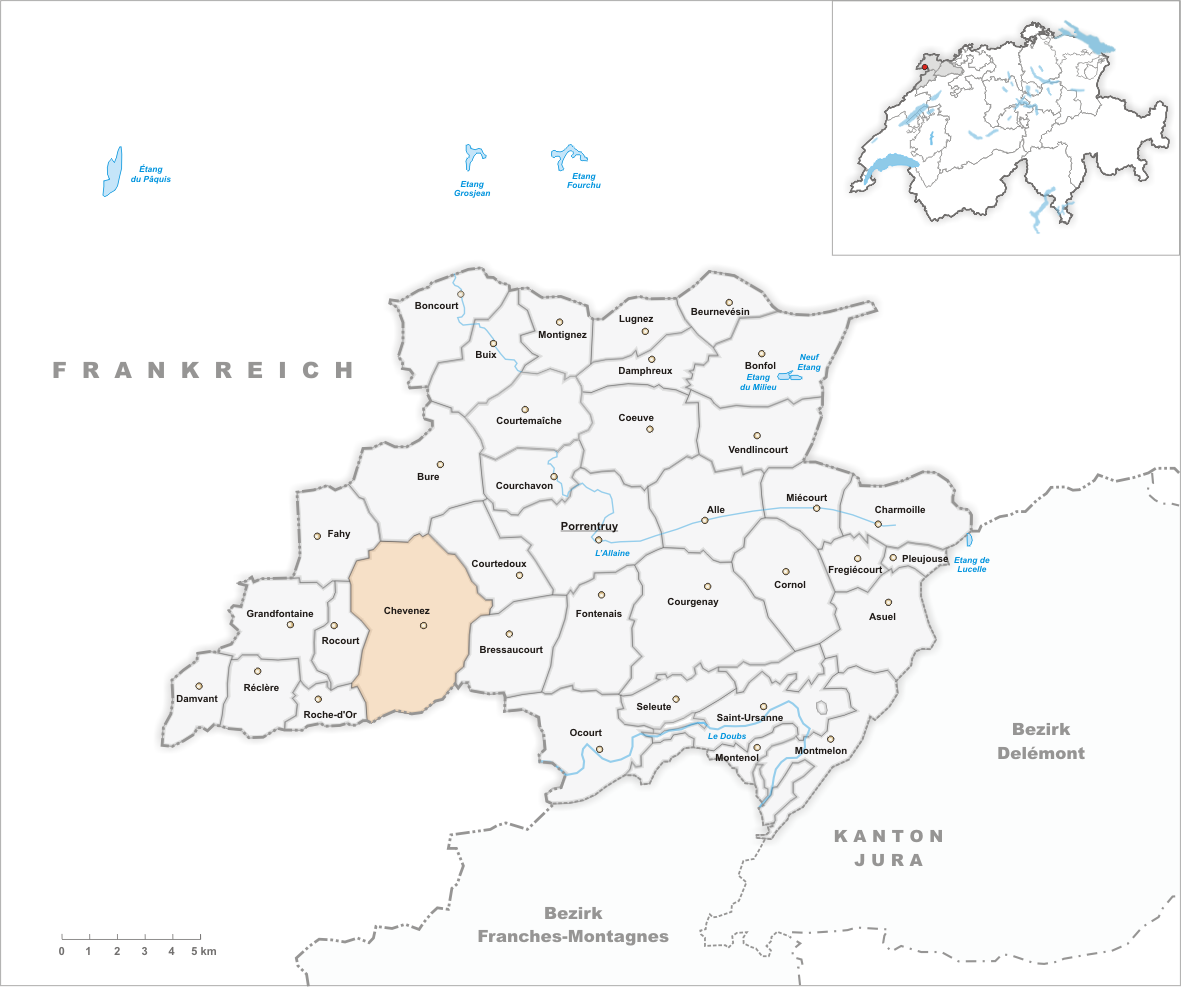
Gemeindestand vor der Fusion am 1. Januar 2009

Chevenez (frz. [ʃəvˈnɛː], im einheimischen Dialekt [tövˈneː]; veraltet deutsch Kevenach, Kövenach, Kefenach) ist ein Dorf in der Gemeinde Haute-Ajoie, Kanton Jura. Bis Ende 2008 bildete sie eine eigenständige politische Gemeinde. 

## Geographie

Luftbild (1950)

Chevenez liegt auf 491 m ü. M., sechs Kilometer westsüdwestlich des Bezirkshauptorts Porrentruy (deutsch Pruntrut; Luftlinie). Das ehemalige Strassenzeilendorf erstreckt sich in einer Talmulde der westlichen Ajoie (deutsch Elsgau), am Nordfuss des Kettenjuras.
Die Fläche des 21,7 km² grossen ehemaligen Gemeindegebiets umfasst im Zentralteil die 300 bis 500 m breite Niederung des Trockentals von Chevenez, das sich nach Osten zur Allaine hin öffnet. Noch auf dem Boden von Chevenez auf halbem Weg nach Porrentruy befindet sich in diesem Tal die Karstquelle Creux-Genat, die aber nur zeitweise Wasser schüttet. Im Süden erstreckt sich die Gemeindefläche bis auf den Jurakamm der Lomontkette, über welche die Landesgrenze zwischen der Schweiz und Frankreich verläuft. Hier befindet sich die höchste Erhebung von Chevenez mit 923 m ü. M. Der Nordhang dieser Kette ist dicht bewaldet und weist einige Tälchen auf, die aber zumeist kein Fliessgewässer enthalten. Die westliche Abgrenzung bildet das Tal Fond de Vaux, die Ostgrenze liegt in der Combe Vaillard. Nördlich des Tals von Chevenez reicht das Gemeindegebiet auf die sanft nach Süden geneigte Tafeljurahochfläche (bis 615 m ü. M.) der westlichen Ajoie. Das ganze Gebiet ist verkarstet und zeigt kaum oberirdische Fliessgewässer. Von der Gemeindefläche entfielen 1997 3 % auf Siedlungen, 41 % auf Wald und Gehölze und 56 % auf Landwirtschaft.
Zu Chevenez gehören mehrere Einzelhöfe. Nachbargemeinden von Chevenez waren Roche-d’Or, Rocourt, Fahy, Bure, Courtedoux und Bressaucourt im Kanton Jura sowie Montancy und Glère im angrenzenden Frankreich.

## Bevölkerung
Vor der Gemeindefusion gehörte Chevenaz mit 643 Einwohnern (Ende 2007) zu den mittelgrossen Gemeinden des Kantons Jura. Von den Bewohnern waren 93,7 % französischsprachig und 4,2 % deutschsprachig (Stand 2000). Die Bevölkerungszahl von Chevenez belief sich 1850 auf 952 Einwohner, 1900 auf 901 Einwohner. Im Verlauf des 20. Jahrhunderts wurde eine deutliche Bevölkerungsabnahme registriert.

## Wirtschaft
Chevenez ist dank der fruchtbaren Böden in der Umgebung noch stark landwirtschaftlich geprägt. Von Bedeutung ist vor allem die Milchproduktion und der Getreideanbau, früher auch die Pferdezucht. Im sekundären Sektor bietet eine Maschinenfabrik Arbeitsplätze an, im 19. Jahrhundert hatte auch die Uhrenindustrie einen gewissen Stellenwert. Trotzdem sind viele Erwerbstätige Wegpendler, die in der Region Porrentruy arbeiten.

## Verkehr
Die ehemalige Gemeinde liegt an der Regionalstrasse von Porrentruy nach Pont-de-Roide-Vermondans in Frankreich. Im Rahmen des Baus der Autobahn A16, die bis 2015 sowohl mit dem schweizerischen Nationalstrassennetz als auch mit dem französischen Autobahnnetz verbunden werden soll, wird voraussichtlich bis 2012 ganz im Osten des Gemeindegebiets die Halbanschlussstelle Chevenez errichtet. Durch den Postautokurs auf der Strecke von Porrentruy nach Damvant ist Chevenez an den öffentlichen Verkehr angeschlossen.

## Geschichte
Sur Vannez ist ein befestigter Sporn mit Funden aus der Jungsteinzeit. Die dreiseitig durch die natürliche Umgebung und auf der vierten Seite durch einen Abschnittswall geschützte Anlage ist der älteste Hinweis auf die Besiedlung dieses Raumes. Seine erste Erwähnung findet das Dorf bereits ums Jahr 814 als Chaviniacus, danach erst wieder ab Ende des 12. Jahrhunderts als Givinei, Chiuini, Chiuene, Chiuenir, im 14. Jahrhundert als Cheveney, Zschyveney. Der Ortsname ist eine Ableitung vom lateinischen Personennamen Cavinius mit dem keltischen Ortsnamensuffix -akos/-acum.
Bedeutende Ländereien auf dem Gemeindegebiet gehörten dem Kloster Saint-Ursanne. 1474 kam Chevenez an das Fürstbistum Basel. Im 16. Jahrhundert wurde es Hauptort einer der fünf Meiereien (mairies) in der Ajoie. Im Dreissigjährigen Krieg wurde das Dorf stark in Mitleidenschaft gezogen. Während der Unruhen von 1730–40 revoltierten die Dorfbewohner gegen die fürstbischöfliche Obrigkeit. In den Jahren 1764, 1796 und 1802 richteten Dorfbrände grosse Schäden an der Bausubstanz an. Von 1793 bis 1815 gehörte Chevenez zu Frankreich und war anfangs Teil des Département du Mont-Terrible, ab 1800 mit dem Département Haut-Rhin verbunden. Durch den Entscheid des Wiener Kongresses kam der Ort 1815 an den Kanton Bern und am 1. Januar 1979 an den neu gegründeten Kanton Jura. Die Gemeinde wurde mit Wirkung auf den 1. Januar 2009 mit Damvant, Réclère und Roche-d’Or zur neuen Gemeinde Haute-Ajoie vereinigt.

## Sehenswürdigkeiten
Die Pfarrkirche Saint-Maurice stammt zur Hauptsache aus der Periode von 1841–44, hat aber den polygonalen Chor von 1632 mit einem spätgotischen Hauptaltar des Vorgängerbaus bewahrt. Im Ortskern sind noch zahlreiche typische Häuser der Ajoie aus dem 17. und 18. Jahrhundert erhalten. Am westlichen Dorfrand steht die Kapelle Notre-Dame-du-Sacré-Cœur, 1420 erbaut und 1966 umfassend restauriert.

## Galerie

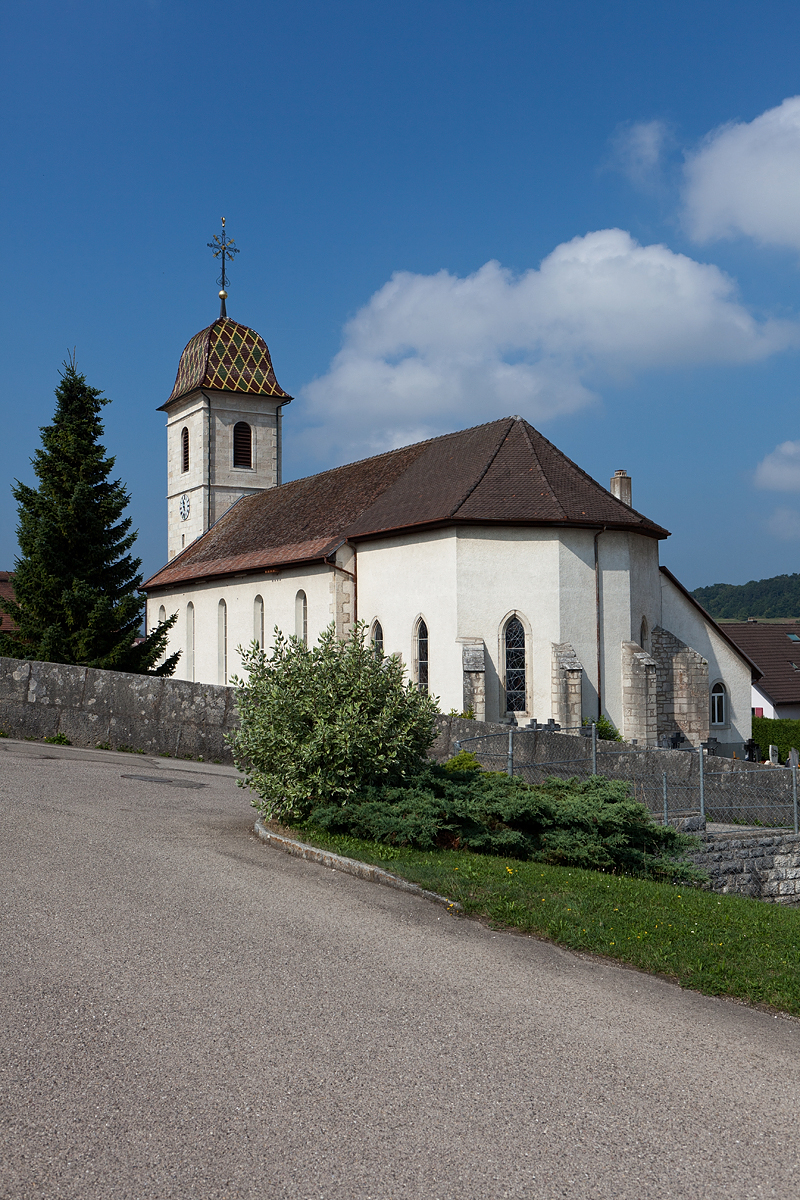
Kirche Saint-Maurice
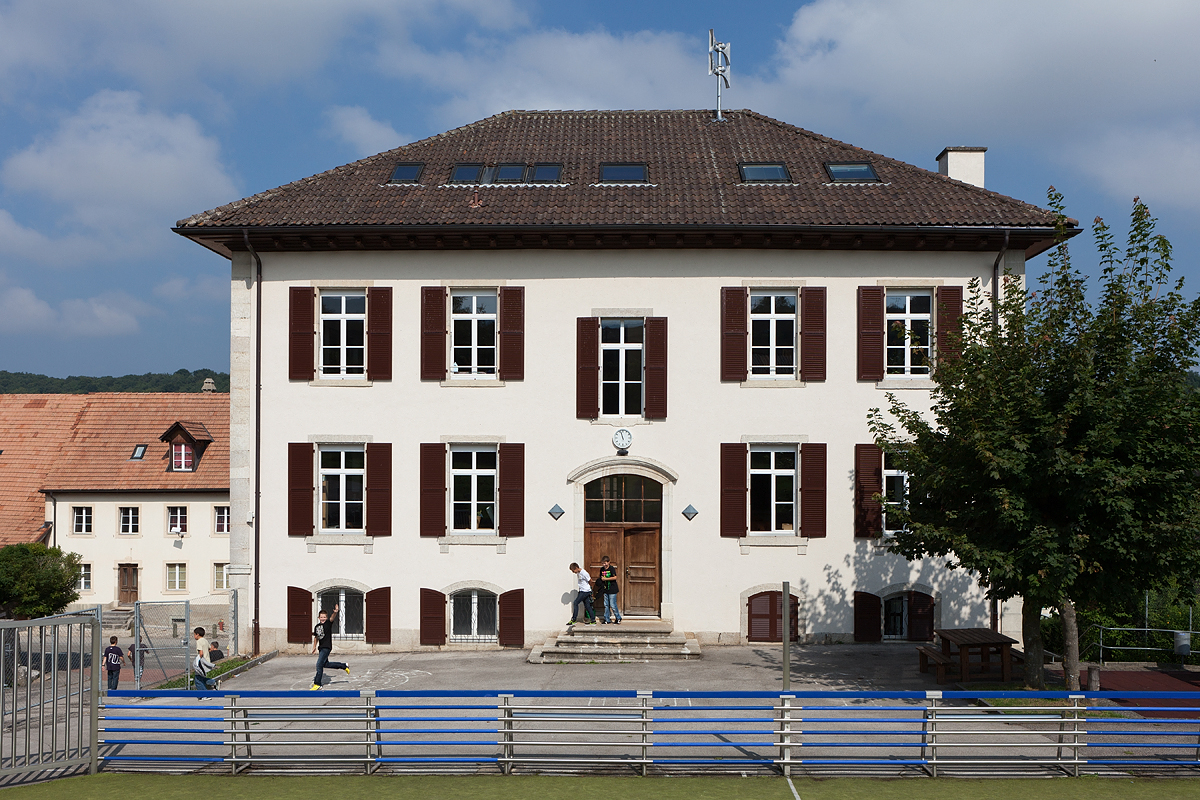
Schulhaus
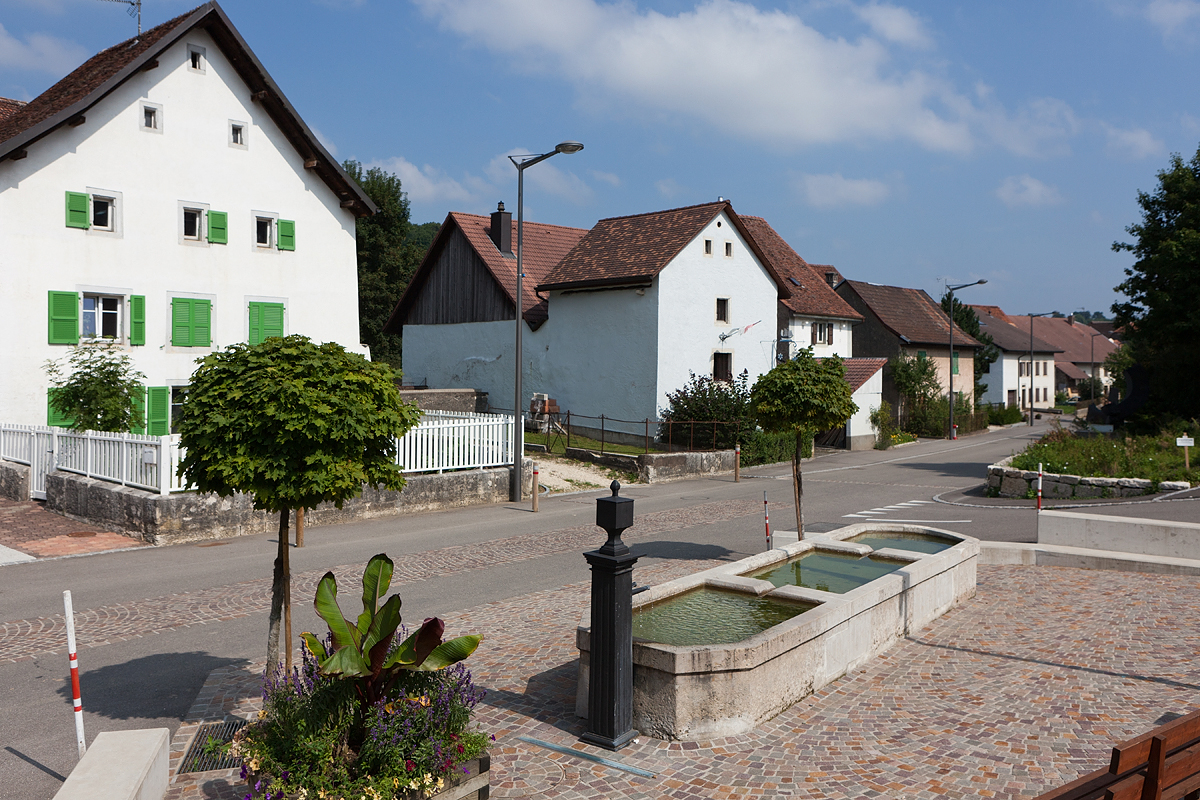
Les Colonges
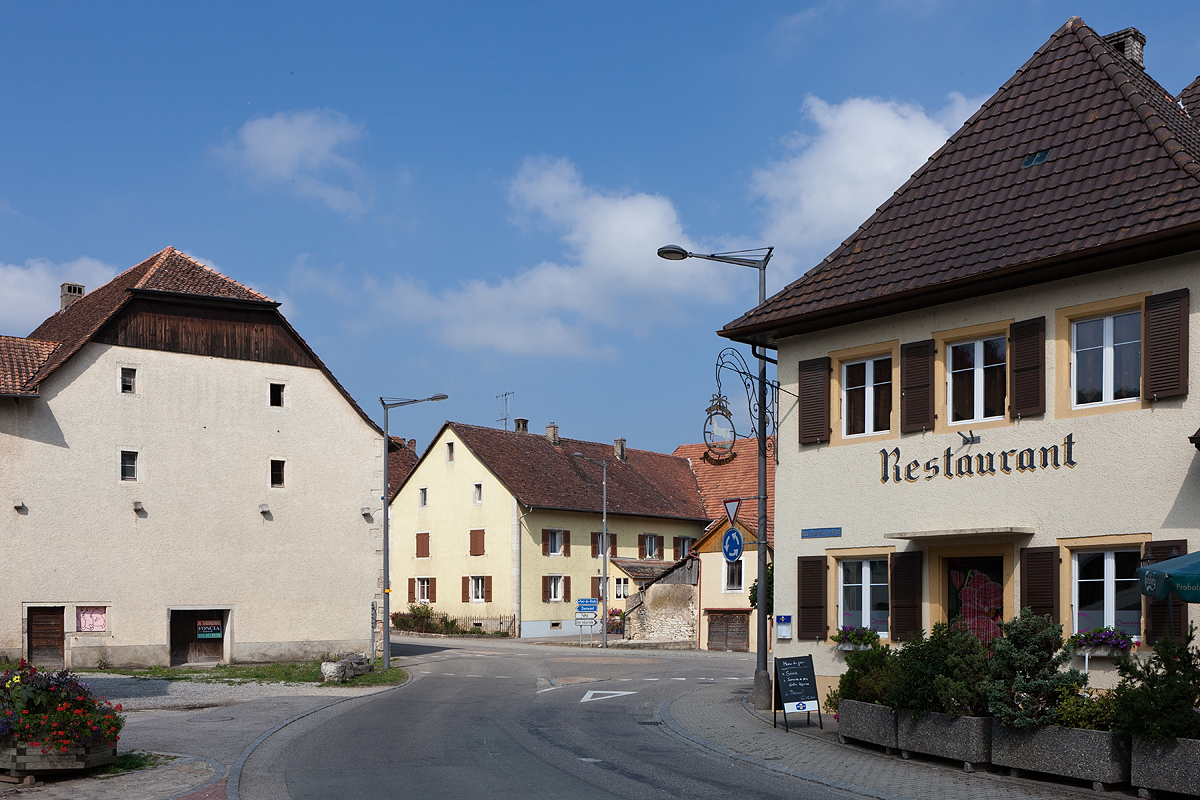
Restaurant du Cheval Blanc
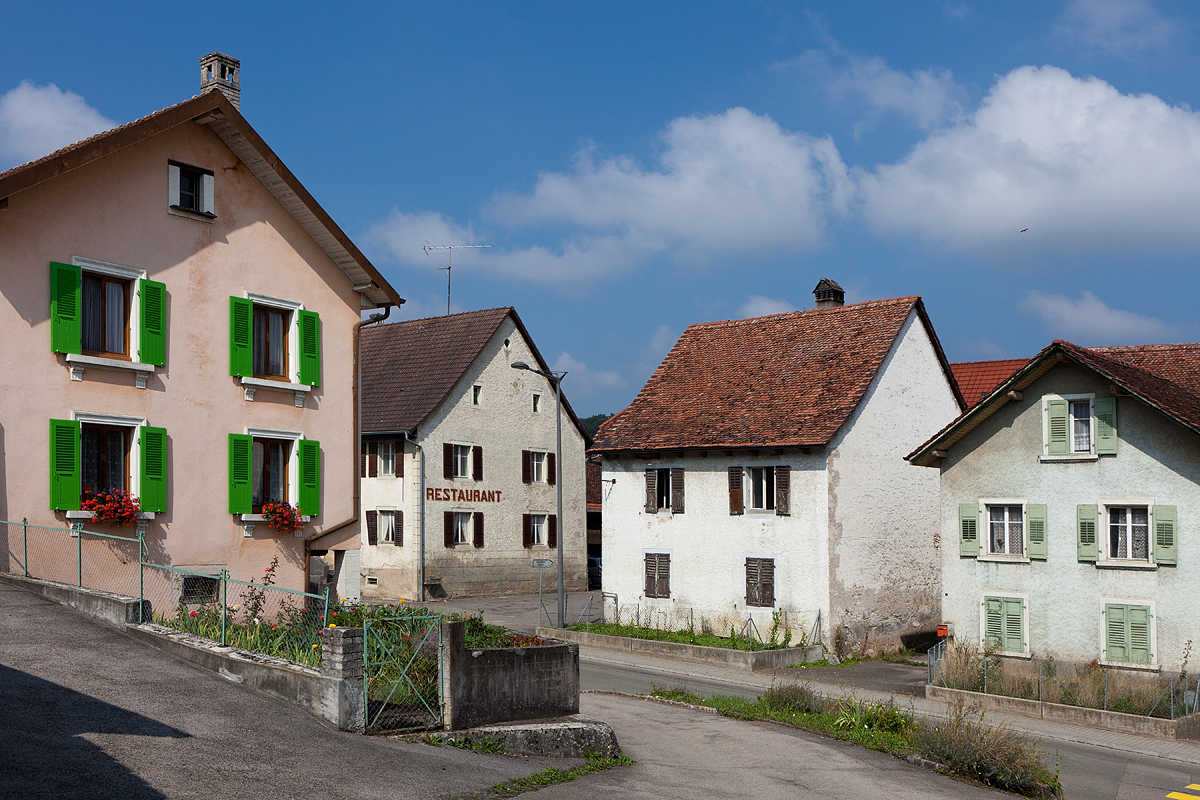
Route de Besançon
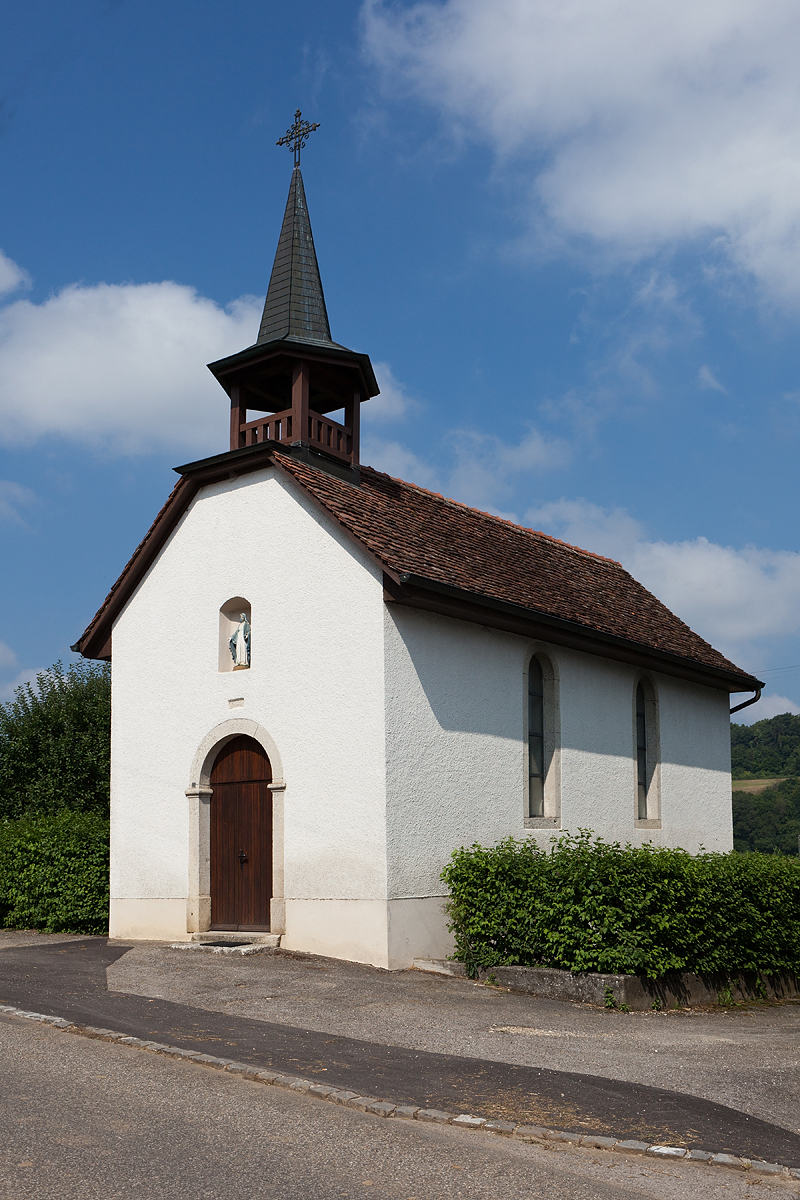
Capelle de Notre Dame
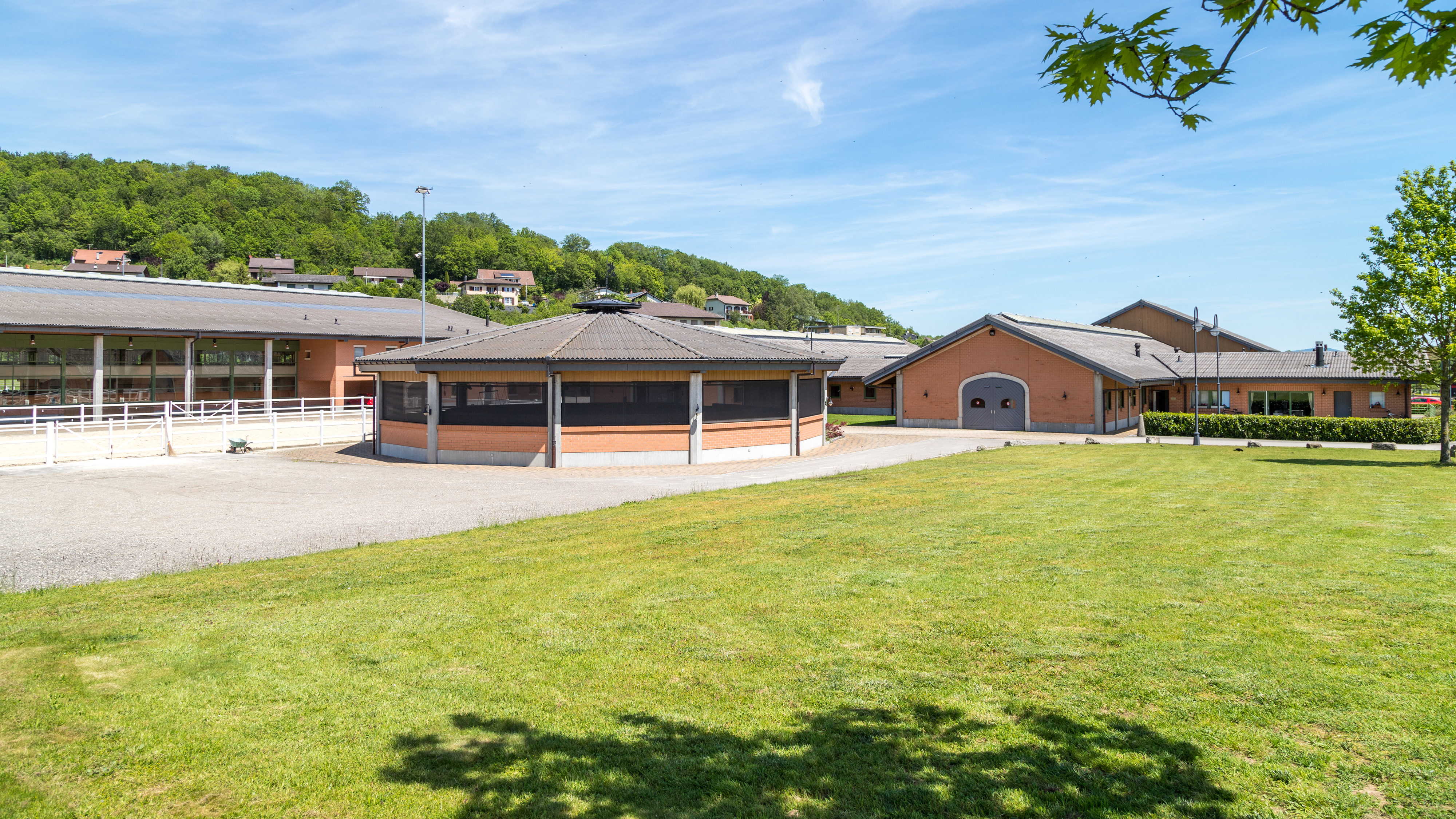
Centre Équestre / Reitzentrum Chevenez